# Drummond (Wisconsin)
Drummond – miasto w Stanach Zjednoczonych, w stanie Wisconsin, w hrabstwie Bayfield.